# FK Crvenka
Fudbalski Klub Crvenka (srpski ФK Цpвeнкa) je nogometni klub iz Crvenke, općina Kula, Zapadnobački okrug, Vojvodina, Srbija. 
 
U sezoni 2017./18. klub se natječe u PFL Sombor, ligi petog ranga nogometnog prvenstva Srbije.

## O klubu
Klub je osnovan 1919. godine kao CSK (Crvenački Sportski Klub) i pod tim nazivom djeluje do kraja Drugog svjetskog rata, tijekom kojeg nastupa u ligi njemačkih klubova. 

Završetkom rata, 1945. godine, klub se preimenuje u Spartak, 1962. se Spartak spaja s lokalnim klubom Jedinstvo u FK Crvenka. Klub u sezoni 1970./71. igra u Prvoj saveznoj ligi, a otad je u niželigaškim natjecanjima SFRJ, SRJ, SiCG i Srbije.

## Uspjesi
Prvenstvo Somborskog nogometnog podsaveza / Druga liga Vojvodine Sjever
- prvak: 1962./63.

PFL Sombor
- prvak: 2011./12.

## Poveznice
- (srp.) sccrvenka.com  Arhivirana inačica izvorne stranice od 27. lipnja 2017. (Wayback Machine)
- srbijasport.net, FK Crvenka, profil kluba